# 十日市町停留場
十日市町停留場（とうかいちまちていりゅうじょう、十日市町電停）は、広島市中区十日市町一丁目にある広島電鉄の停留場。本線と横川線の2路線が接続する。駅番号はM11。

## 歴史
十日市町停留場は1917年（大正6年）、横川線の開通と同日に開設された。当時本線と横川線が分岐していたのは隣の左官町停留場で、本線は十日市町を経由せずに南回りで土橋へと向かう経路をとっていた。十日市町は横川線内の一停留場にすぎなかったが、1943年（昭和18年）に土橋を起点にして江波線が開通すると、土橋と十日市町を短絡し横川線と江波線を直結させるような線路が計画されるようになる。従来本線の軌道が通じていた南回りの経路は狭隘な道路上にあり、半径の小さいカーブが連続していて運行上のボトルネックとなっていたため、これを解消して電車の円滑な運行を図ったのである。結局この線路は翌年の1944年（昭和19年）に完成、左官町から当停留場を経由して土橋に至る経路が新しく通じ、こちらが本線に組み込まれた。十日市町を経由せずに左官町と土橋を結んでいた経路はこのとき廃止され、横川線と本線が分岐する駅の座は左官町から十日市町に移っている。
1945年（昭和20年）8月6日、広島市への原子爆弾投下により路線は休止されるが、己斐方面から順次路線が復旧し、同年中には本線・横川線ともに運行再開を果たした。

### 年表
- 1917年（大正6年）11月1日：横川線の左官町 - 三篠間が開通した際に開業[3]。

- 1944年（昭和19年）
  - 6月10日：いったん休止[3]。

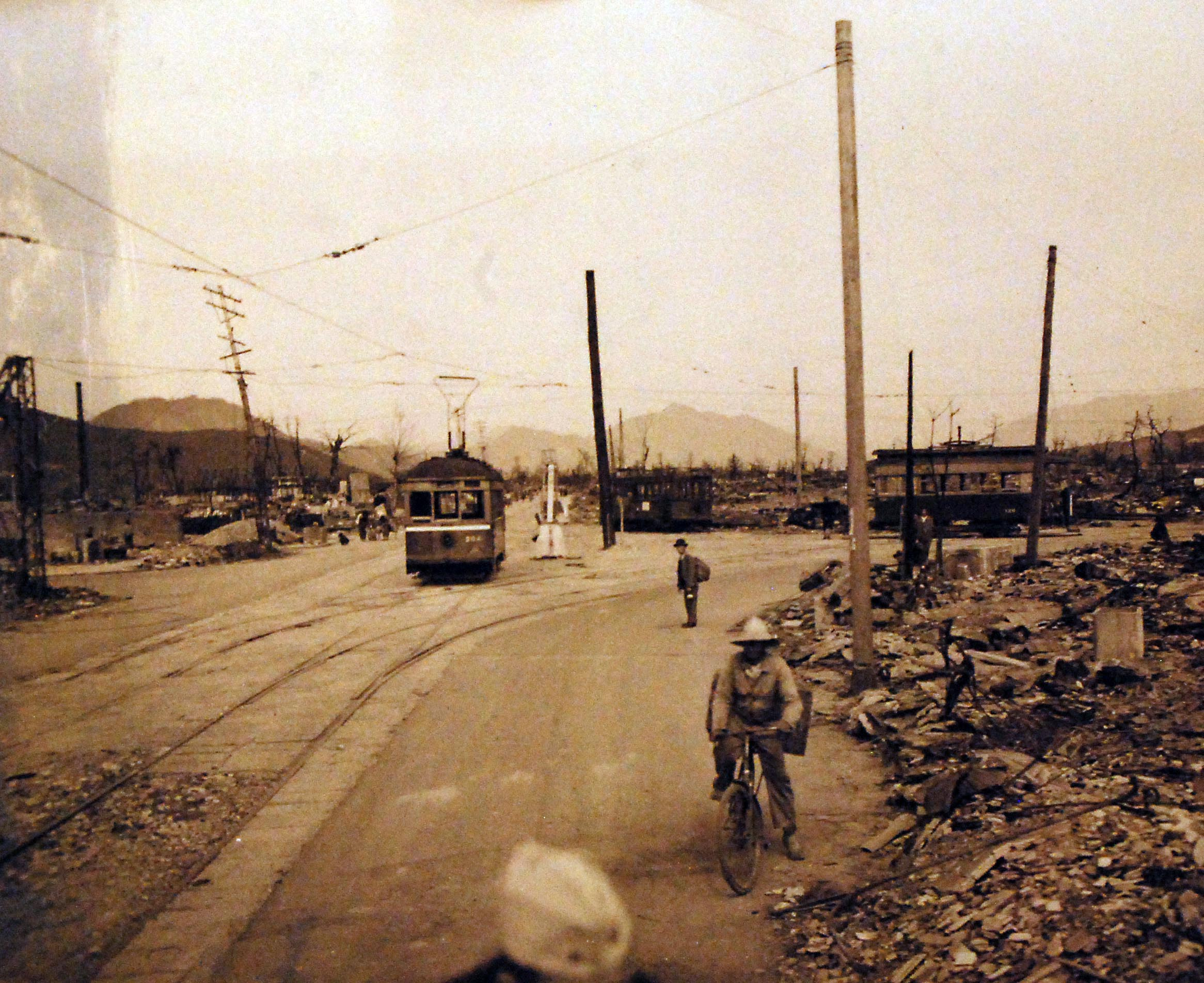
1946年の十日市町（参照）

  - 12月26日：営業再開。十日市町 - 土橋間の新線開通により十日市町を経由して左官町と土橋を結ぶ経路が本線に編入、本線と横川線の分岐点となる[3]。
- 1945年（昭和20年）
  - 8月6日：原爆投下により休止[6]。
  - 8月21日：本線の土橋 - 十日市町間が復旧[7]。
  - 8月23日：本線の十日市町 - 左官町間が復旧[3]。
  - 12月26日：横川線の十日市町 - 別院前間が復旧[3]。
- 1971年（昭和46年）5月6日：横川駅 - 広島駅間を結んでいた7号線が廃止。のちに横川線と本線上り方面を結ぶ短絡線が撤去される[4]。
- 1996年（平成8年）10月：駅番号「M12」を付与[8]。
- 2002年（平成14年）8月10日：短絡線が復活。この年の太田川花火大会開催時に横川駅 - 日赤病院前間で臨時便が運行される（7号線の試験運行）[9]。
- 2003年（平成15年）4月20日：7号線が横川駅 - 広電本社前にルートを変えて復活[4]。
- 2013年（平成25年）2月15日：9号線の運行が八丁堀停留場から江波停留場まで延長され、当停留場にも乗り入れる。
- 2025年（令和7年）8月3日：駅番号を「M11」へ変更[10]。

資料によっては1917年（大正6年）に開業した際の停留場名を「十日市」とし、1944年（昭和19年）に営業を再開した十日市町停留場とは別の停留場として扱うものがある。

## 停留場構造
広島電鉄の市内線はほぼすべての区間で道路上に軌道が敷かれている併用軌道であり、当停留場も相生通りと寺町通りが交わる十日市交差点の上に軌道が敷かれている。交差点から東と南方向へ本線が、北方向へ横川線が通じ、2つの路線はこの3方向を相互に結びデルタ線を形成する。
ホームは低床式で各方向に1面ずつの計3面があり、交差点の東に広島駅方面へ向かう本線上りホーム、南に土橋方面へ向かう本線下りホーム、北に横川駅方面へ向かう横川線ホームが置かれている。互いのホームは100メートルほど離れていて、いずれのホームとも片側のみが線路に面している。このようなホームの配置のため、車両は3方向（広島駅方面・横川駅方面・西広島方面）とも交差点を通過してからホームへ入線する。ホームの配置がこのように変更されたのは2003年の改良・移設工事からで、この改良工事までは現・横川駅方面ホーム及び広島駅方面ホーム向かいに下り線ホームがもう一つずつ存在したが、2002年に現在の下り線ホームが新設されて横川方のホームが廃止され、広島駅方のホームは1年ほど旧ホーム・新ホームの2つに停車していた期間があった。工事にあたって、残るホームの全長にわたって屋根が取り付けられた。いずれのホームも連接車に対応した長さを持つ。
南側（土橋停留場寄り）には渡り線があり、8月6日の広島平和記念式典開催時に臨時便が運転される場合の折り返しや、貸切電車の折り返しに使用される。

### 運行系統
十日市町停留場には広島電鉄が運行する9つの系統のうち、1号線、5号線を除く7つの系統が乗り入れる。当停留場を経由して横川線と本線を相互に結ぶ系統はこのうち7号線と8号線で、それ以外は本線のみを使用する。「乗換え指定電停」に指定されている。

7号線はかつて横川駅 - 八丁堀 - 広島駅というルートで設定された系統であったが、1971年に一度廃止された。廃止によりデルタ線の一辺、横川線と本線の紙屋町方面を結ぶ短絡線も、交差点中央付近の一部を残して撤去されたが、2002年までに復活し、翌年4月からは、横川駅 - 本通 - 広電前というルートに変更した上、運行を再開した。
| 本線上りホーム （紙屋町方面） | 2号線 · 6号線         | （八丁堀経由）広島駅ゆき                 |  |
| 本線上りホーム （紙屋町方面） | 7号線                 | （広電本社前経由）広島港（宇品）ゆき     |  |
| 本線上りホーム （紙屋町方面） | 3号線 · 0号線         | 日赤病院前ゆき                           |  |
| 本線上りホーム （紙屋町方面） | 3号線 · 7号線 · 0号線 | 広電本社前ゆき                           |  |
| 本線上りホーム （紙屋町方面） | 9号線                 | 白島ゆき                                 |  |
| 本線下りホーム （土橋方面）   | 2号線                 | （広電西広島（己斐）経由）広電宮島口ゆき |  |
| 本線下りホーム （土橋方面）   | 2号線 · 3号線         | 広電西広島（己斐）ゆき                   |  |
| 本線下りホーム （土橋方面）   | 6号線 · 8号線 · 9号線 | 江波ゆき                                 |  |
| 横川線ホーム                  | 7号線 · 8号線         | 横川駅ゆき                               |  |

## 停留場周辺

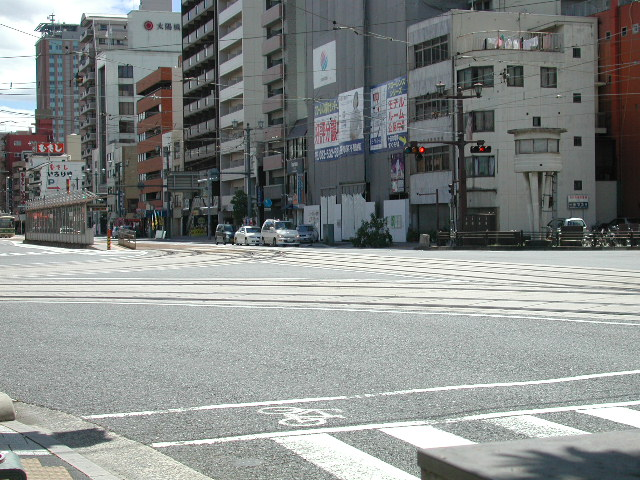
十日市交差点上の軌道。画面右に見える構造物が信号所。

十日市交差点の南西角には電車のポイントを切り替えるための信号所があり、その形状から「鳥の巣」と称される。かつてはこの信号所内で手動によりポイント切り替えが行われていたが、1955年（昭和30年）5月より切り替えは自動化されている。自動化されたあとも信号所は残され、自動進路制御装置（ARC）が備え付けられていたが、老朽化や機器更新に伴い2021年9月に解体された。

## バス路線
十日市町停留場の周辺には「十日市」バス停があり、広電バス・広島バス・広島交通・ボンバスが停車する。
1 十日市 バス停（停留場前 相生通り東行き 紙屋町方面）
- 22 横川線（広島バス） 紙屋町方面
- 11H,14H,17H ボン・バス（エイチ・ディー西広島） 紙屋町方面

2 十日市 バス停（十日市交差点西側 西行き 西区役所前方面）
- 52,53（広電バス） 広電西広島（己斐）駅 己斐・西広島バイパス方面

3 十日市 バス停（相生通り西行き 西区役所前方面）
- 11,14,17 ボン・バス（エイチ・ディー西広島） 高須台・大迫団地・広電己斐団地方面

4 十日市 バス停（交番前 寺町通り南行き 紙屋町方面）
- 22 横川線（広島バス） 紙屋町方面
- 70H （広電バス） 紙屋町方面
- 71H,72H,73H（広島交通） 紙屋町方面

5 十日市 バス停（寺町通り北行き 横川駅・広島バスセンター方面）
- 22 横川線（広島バス） 三滝観音方面
- 52,53（広電バス） 広島バスセンター方面
- 70 （広電バス） 横川駅方面
- 71,72,73 （広電バス・広島交通） 横川駅方面

## 隣の停留場
広島電鉄
本線
本川町停留場 (M10) - 十日市町停留場 (M11) - 土橋停留場 (M12)
横川線
十日市町停留場 (M11) - 寺町停留場 (Y01)